# 中枢自律神経線維網
中枢自律神経線維網（ちゅうすうじりつしんけいせんいもう、英語: central autonomic network 略称：CAN）
自律神経の中枢は、かつては視床下部と言われてきた。しかし最近のfunctionalMRIの臨床研究やc-fosを用いた基礎研究などから、中枢性に拡がりのあるネットワーク(神経線維網)が明らかになってきた。これを、「中枢自律神経線維網(central autonomic network)」、あるいは「中枢性自律神経ネットワーク」という。略して「CAN」と表現する。視床下部はCANの一部をなす部位である。
CANの範囲は、上部構造と下部構造に別れ、上部構造は大脳辺縁系の範囲を含め、前頭前野とリンクしている。下部構造は、中脳から、橋、延髄孤束核までの範囲を含む。上部構造と下部構造は密接な神経線維の連絡(ネットワーク)が形成されている。下部構造はとくに圧受容器反射に特異的に機能し、上部構造の視床下部背内側核とによって、心循環器系の自律神経系の調整を中枢性に行っている。
CANの機能は、情動、視床下部－下垂体－副腎系(内分泌系)、女性ホルモン調節系、自律神経系、睡眠リズムなどを統合的に調節している。
CANは、不快、怒り、不安、恐怖などの情動や各部臓器の感覚の情報によって、上部構造にある前帯状回が興奮し、視床下部を介して、内分泌系と交感神経を興奮させる。一般的に、CANの興奮は不快な情報に対して興奮するため、「不快ネットワーク」とも表現できる。
前頭前野はこのCANの著しい興奮を抑えることが知られている。しかし、うつ病になるとこの前頭前野の機能が低下し、身体症状として自律津神経の機能が破綻した症状や睡眠障害の症状が出現する。
　